# Krępa Kościelna (gromada)
Krępa Kościelna – dawna gromada, czyli najmniejsza jednostka podziału terytorialnego Polskiej Rzeczypospolitej Ludowej w latach 1954–1972.
Gromady, z gromadzkimi radami narodowymi (GRN) jako organami władzy najniższego stopnia na wsi, funkcjonowały od reformy reorganizującej administrację wiejską przeprowadzonej jesienią 1954 do momentu ich zniesienia z dniem 1 stycznia 1973, tym samym wypierając organizację gminną w latach 1954–1972.
Gromadę Krępa Kościelna siedzibą GRN w Krępie Kościelnej utworzono – jako jedną z 8759 gromad na obszarze Polski – w powiecie iłżeckim w woj. kieleckim, na mocy uchwały nr 13k/54 WRN w Kielcach z dnia 29 września 1954. W skład jednostki weszły obszary dotychczasowych gromad Borowo, Boży Dar (bez kolonii Sewerynów i kolonii Lucjanów), Krępa Górna, Krępa Kościelna, Leszczyny, Maziarze, Ratyniec, Zofiówka (bez kolonii Wierzchowiska) i Wiśniówek ze zniesionej gminy Krępa Kościelna oraz Huta ze zniesionej gminy Łaziska w tymże powiecie. Dla gromady ustalono 20 członków gromadzkiej rady narodowej.
1 stycznia 1956 gromada weszła w skład nowo utworzonego powiatu lipskiego w tymże województwie.
31 grudnia 1959 do gromady Krępa Kościelna przyłączono wsie Gozdawa, Bronisławów i Ludwików ze zniesionej gromady Gozdawa w tymże powiecie.
31 grudnia 1961 z gromady Krępa Kościelna wyłączono wieś Gozdawa włączając ją do gromady Jawór w tymże powiecie.
1 stycznia 1969 do gromady Krępa Kościelna przyłączono wsie Nowa Wieś i Lucjanów z gromady Lipsko w tymże powiecie.
Gromada przetrwała do końca 1972 roku, czyli do kolejnej reformy gminnej.